# James Patterson
James Patterson (n. 22 martie 1947, Newburgh⁠(d), New York, SUA) este un scriitor american de romane  thriller. Printre operele sale se numără seriile de romane Alex Cross, Michael Bennett, Women's Murder Club, Maximum Ride, Witch & Wizard, Daniel X, NYPD Red, Private și Middle School, precum și multe alte romane thriller, de dragoste și texte non-ficționale. Cărțile sale s-au vândut în peste 425 de milioane de exemplare și a fost prima persoană care a vândut 1 milion de cărți electronice. În 2016, Patterson a ocupat primul loc pe lista Forbes a celor mai bine plătiți autori pentru al treilea an consecutiv, cu un venit de 95 de milioane de dolari. Veniturile sale totale de-a lungul deceniului sunt estimate la 700 de milioane de dolari.
În noiembrie 2015, Patterson a primit Premiul Literar de la National Book Foundation. Patterson a donat milioane de dolari în granturi și burse diferitelor universități, profesorilor de liceu, librăriilor independente, bibliotecilor școlare și elevilor de liceu pentru a promova alfabetizarea și lectura.